# Stabkirche Uvdal

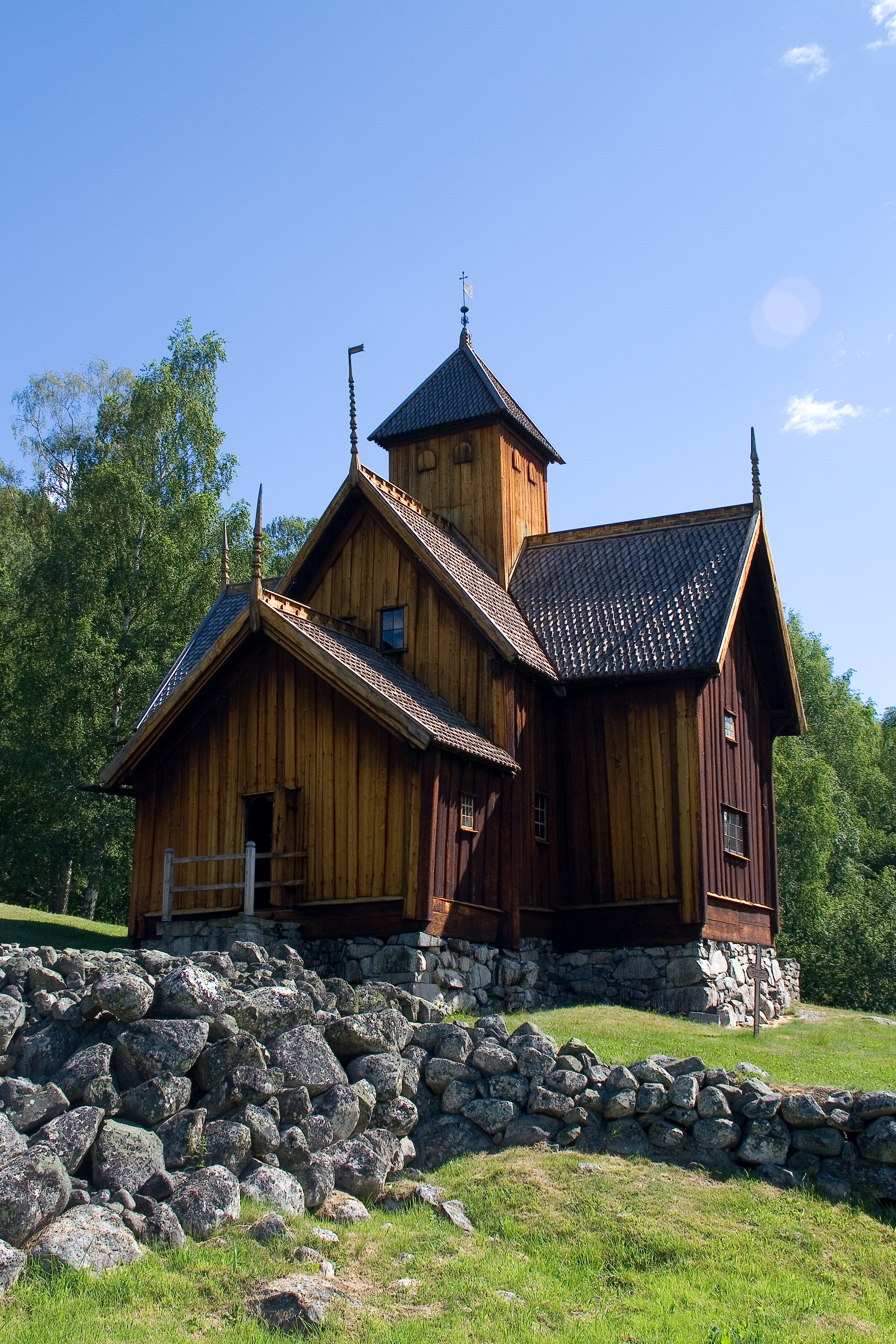
Die Stabkirche von Uvdal

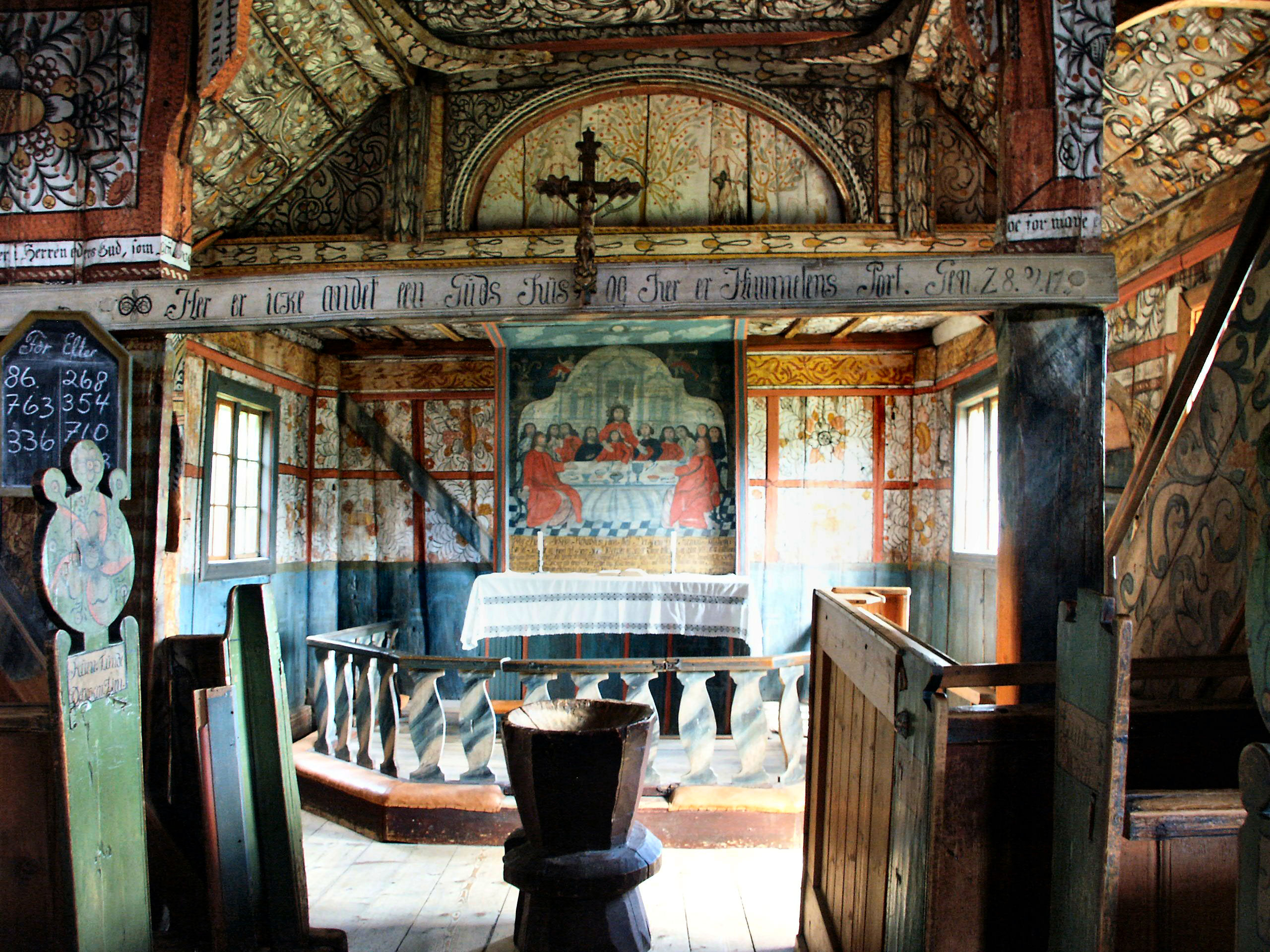
Innenansicht

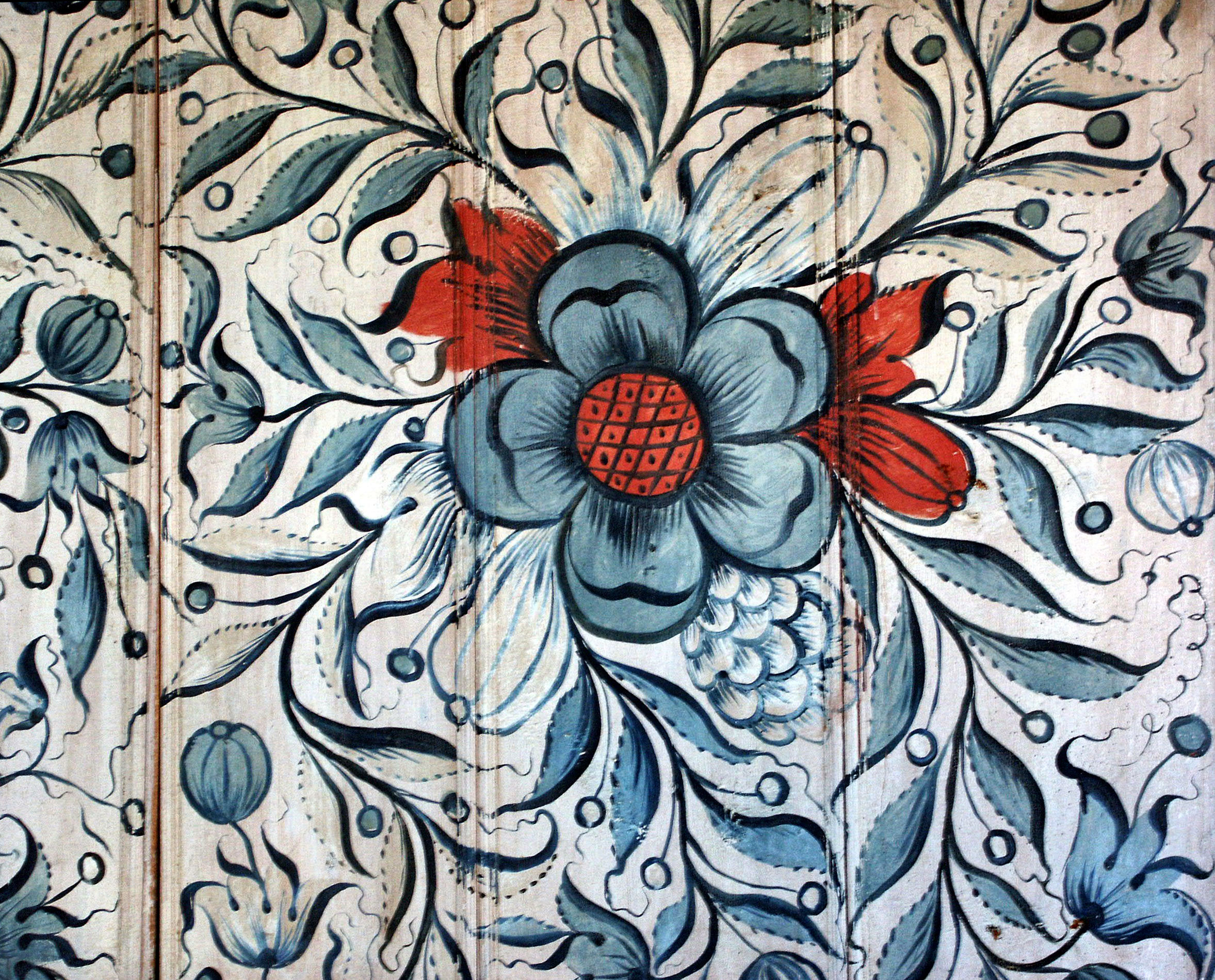
Wandgemälde

Die Stabkirche von Uvdal (norwegisch Uvdal stavkirke) ist eine Stabkirche in der norwegischen Kommune Nore og Uvdal in der Provinz Buskerud. Sie stammt vermutlich aus der Zeit um 1200 n. Chr.
Die Stabkirche von Uvdal wird zu den „Einmaststabkirchen“ des Numedaltypus gerechnet. Der ursprüngliche Bau wurde jedoch bis ins 19. Jahrhundert häufig umgebaut und verändert.
Die Kirche gehört heute dem Altertumsverein Fortidsminneforeningen.

## Einrichtung
In der Kirche stehen ein hölzerner Taufstein und ein Kruzifix aus dem 14. Jahrhundert. Im Chor hängt ein mittelalterlicher Kronleuchter. Das Geländer auf der Galerie über dem Eingang enthält kunstvolle Schnitzereien. Ein 30 Zentimeter hohes Kruzifix ist heute im Historischen Museum in Oslo ausgestellt. Es stammt aus dem Limoges des 13. Jahrhunderts.
Das Eingangsportal, das heute vom Eingangsvorbau geschützt ist, enthält geschnitzte Szenen aus Sagas.

## Geschichte
Vermutlich stand an dieser Stelle bereits vor der Errichtung der heutigen Stabkirche ein Kirchenbau. Das genaue Datum der Errichtung der Stabkirche ist nicht bekannt, wird aber meist im späten 12. Jahrhundert angenommen. Einen Hinweis darauf bilden 500 bei Ausgrabungen im Jahr 1987 unter dem Boden gefundene Münzen. Dendrochronologische Untersuchungen weisen darauf hin, dass die noch unzureichend getrocknet verwendeten Baumstämme im Jahr 1168 gefällt wurden, sodass dies als wahrscheinliches Baudatum vermutet wird.
Das Kirchenschiff war ursprünglich von nahezu quadratischer Form mit einem kleinen Chor, an den eine Apsis in Form eines Halbkreises anschloss. Es gab keine Fenster, nur zwei kleine Lichtöffnungen hoch oben, und einfache Bänke an den Wänden. Umgeben war die Kirche von einem Laubengang. In der vorreformatorischen Zeit wurde im Zuge der Verlängerung des Kirchenschiffs in Richtung Eingang die Apsis entfernt und der Chor erweitert. 1620 wurden die ersten zwei Fenster eingesetzt, 1624 erfolgte der Einbau der Bänke. Nach der Reformation in den 30er Jahren des 16. Jahrhunderts fanden mehrere weitere Erweiterungen statt und die Kirche wurde 1656 erstmals von einem unbekannten Künstler mit einer Dekoration aus Bibeltexten, Blumen, Früchten und Rankenmustern bemalt. Zu dieser Zeit war sie bereits mit einer Kanzel und einem Altar mit dem Altarbild eines Künstlers aus dem Ort (dargestellt ist das letzte Abendmahl) ausgestattet. 1684 fanden weitere Erweiterungen statt, möglicherweise stammt auch die Darstellung des Sündenfalls im Chor aus dieser Zeit. In den 20er und 30er Jahren des 18. Jahrhunderts wurde der Laubengang abgerissen und die Kirche zur Kreuzkirche umgebaut. Auch der Eingangsvorbau wurde zu dieser Zeit errichtet. Im Zuge der Arbeiten wurden die Längswände geöffnet; Sie wurden zwar großteils wiederverwendet, aber in einem stark abweichenden Stil neu bemalt. 1819 wurde die Sakristei angebaut, seither haben kaum noch Veränderungen stattgefunden.